# 알돌 반응
알돌 반응(알돌 첨가 반응)은 두 개의 카보닐 화합물(예: 알데하이드 또는 케톤)을 결합하여 새로운 β-하이드록시 카르보닐 화합물을 형성하는 유기화학 반응이다. 가장 간단한 형태는 에놀화된 케톤 을 다른 케톤에 친핵성 첨가하는 것을 포함할 수 있다.

원형 알돌 반응

알돌 구조 단위는 자연적으로 발생하거나 합성된 많은 중요한 분자에서 발견된다. 이 반응은 산업적 규모로 널리 사용되고 있으며 특히 펜타에리트리톨, 트리메틸올프로판, 가소제 전구체 2-에틸헥사놀 및 약물 리피토르( 아토바스타틴, 칼슘염)의 경우에 그렇다. 일반 상업 분야의 경우 알돌 반응의 입체화학은 중요하지 않지만, 이 주제는 많은 특수 화학물질의 합성에 있어서 큰 관심을 받고 있다.

## 반응 메커니즘
염기가 수산화물 이온이나 알콕사이드와 같이 강도가 중간 정도일 경우 알돌 반응은 다른 분자의 카르보닐기에 있는 공명 안정화 에놀레이트의 친핵성 공격을 통해 발생한다. 해당 생성물은 알돌 생성물의 알콕사이드 염이다. 그러면 알돌 자체가 형성되고, 이후 탈수 반응을 거쳐 불포화 카르보닐 화합물이 생성될 수 있다. 이 그림은 알데히드와 그 자체의 염기 촉매 알돌 반응에 대한 간단한 메커니즘을 보여준다.
산 촉매가 사용될 경우, 반응 메커니즘의 초기 단계에는 카보닐 화합물을 에놀로 전환시키는 산 촉매화된 호변이성질화가 포함된다. 일부는 탈수되어 알돌 축합을 통해 불포화 카르닐 화합물을 생성할 수도 있다.

## 입체선택성
알돌 반응의 입체선택성을 결정하는 주요 요인은 에놀화 금속 반대 이온이다. 더 짧은 금속-산소 결합은 전이 상태를 "단단히" 하고 더 큰 입체선택을 초래한다. 붕소는 결합 길이가 다른 저렴한 금속(리튬, 알루미늄 또는 마그네슘 )보다 훨씬 짧기 때문에 자주 사용된다 . 다음 반응에서는 리튬 에놀레이트를 사용할 경우 80:20의 syn:anti 비율을 나타내는 반면, 디부틸보론 에놀레이트를 사용할 경우 97:3의 비율을 나타낸다.